# Waidhofen an der Thaya-Land
Waidhofen an der Thaya-Land é um município da Áustria localizado no distrito de Waidhofen an der Thaya, no estado de Baixa Áustria.